# Nemeske
Nemeske is een plaats (község) en gemeente in het Hongaarse comitaat Baranya. Nemeske telt 298 inwoners (2001).